# Angelberg (Longuich)

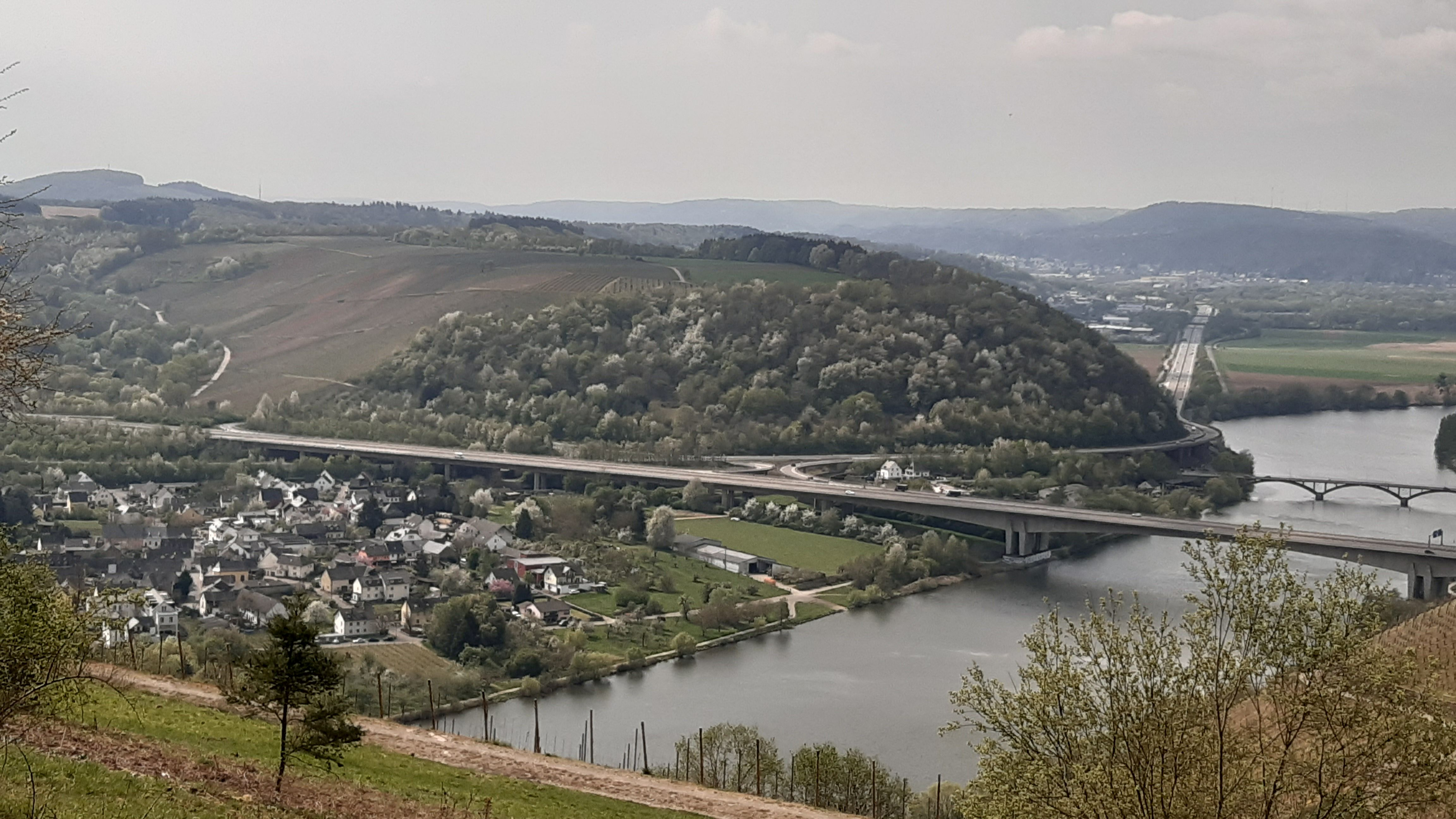
Angelberg

Der Angelberg ist ein Berg zwischen Kirsch (Longuich) und Kenn im Landkreis Trier-Saarburg in Rheinland-Pfalz.
Er hat eine Höhe von 245 m ü. NHN und liegt am Ende eines Bergrückens.
Der benachbarte 
Ackersberg
hat eine Höhe von 251 m ü. NHN.
Auf dem Bergrücken liegt die Grenze zwischen den naturräumlichen Einheiten Trierer Tal und Neumagener Moselschlingen.
Der Angelberg liegt zwischen dem Kennerbach, dem Kirscherbach und der Mosel.
Er liegt an der Bundesautobahn 602 (Europastraße 44) und am Autobahndreieck Moseltal.
Die Hangbrücke Schweich verläuft am nördlichen Rand.